# Marsupilami
För andra betydelser, se Marsupilami (olika betydelser).
Marsupilami är en seriefigur och tecknad serie med samma namn, skapad av André Franquin. Det fläckiga och långsvansade djungeldjuret dök första gången upp 1952 i Spirou-episoden Spirou och arvingarna. Den separata albumserien Marsupilami skapades 1987 och har fram till 2014 publicerats i 29 album, varav ett tiotal översatts till svenska. Amerikanska Disney producerade i början av 1990-talet två korta TV-serier med figuren.

## Djuret Marsupilami

### Beskrivning
Den fiktiva djurarten marsupilami (latinskt artnamn: Marsupilamus fantasii syn. Marsupilami fantasii syn.  Marsupilami franquini) är en äggläggande, aplik varelse som lever i vilt tillstånd i den sydamerikanska djungeln i landet Palombia (i närheten av floden Soupopoaro). Enligt det tysk-franska seriealbumet Das Humboldt-Tier (av Flix, 2022) var Alexander von Humboldt den första vetenskapsmannen som beskrev djurarten, efter att under sin forskningsresa i norra Sydamerika i december 1801 ha stött på ett exemplar.

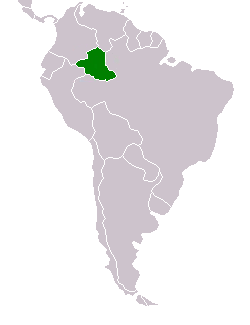
En tänkt placering av landet Palombia, motsvarande sydöstra delen av Colombia och angränsande delar av Brasilien, inklusive områden runt Amazonfloden.

Både hanar och honor har en oerhört lång, stark och flexibel svans som de kan använda till i stort sett vad som helst. Båda könen har en lejonlik, mindre man. Hanen väger cirka 30–35 kg, medan honan är lättare. Djuret har korta (bak)ben.
Marsupilamin har ett väl utvecklat luktsinne.
Djuret lägger ägg och diar, precis som kloakdjur. Det kan även, i likhet med groddjur, andas både i luft och vatten. Namnet marsupilami är taget från de båda franska orden marsupial (efter latinets Marsupiales, pungdjur) och l'ami ('vännen'). Det är delvis också relaterat till "Pilou", franskans namn för fabeldjuret "Eugene the Jeep" i serien Karl-Alfred, vilken också var en inspirationskälla för Franquin. Vid uppdykandet i serien Spirou gavs djuret artnamnet Marsupilamus Fantasii, efter dess upptäckare (Nicke, vars franska namn är Fantasio). Senare har det alternativa artnamnet Marsupilami franquini använts.
Arten är äggläggande, och äggen är vita och päronformade. Marsupilamibarnet kläcks alltid fram ur sitt ägg nattetid.
En marsupilamis diet består både av loppor och löss (som den plockar från andra däggdjur), frukt och pirayor. Marsupilamier har en navel-liknande "sändare" som marsupilamiungar lyssnar till för att lära sig information, och har, i likhet med papegojor och korpar, noterats imitera mänskligt tal i olika sammanhang. För det mesta uttrycker sig djuret dock mest via läten som "Hubba! Hubba!" (franska: "Houba! Houba!") med en mängd variationer. Just ordet hubba används främst av vuxna hannar, medan andra marsupilamier nyttjar snarlika men annorlunda läten.
Marsupilami, den figur som figurerade i ett stort antal serieberättelser, har gul päls med leopardliknande fläckar. Pälsen är märkbart ljusare än den hos jaguaren och fläckarna mindre. Annars finns även gula exemplar utan fläckar och individer som är helt svarta. Djurartens päls är korthårig, med undantag för några långa testar på huvudet.
Marsupilamin är lekfullt och mestadels fridsamt. Vid fara kan det dock försvara sig framgångsrikt, ofta med utnyttjande av dess snabbhet och användbara svans. Det trivs inte i fångenskap men finner ofta på sätt att befria sig själv. Djuret har en kraftig benstomme, något som kommer till nytta vid olika styrkeövningar eller försvarsåtgärder.

### Seriehistorik
Figuren Marsupilami dök första gången upp 1952, i Spirou-episoden Spirou och arvingarna, som delvis utspelade sig i det sydamerikanska landet Palombia (jämför Panama och Colombia). Historien började publiceras 1951 i serietidningen Spirou, och det fläckiga djuret syntes första gången i serien under kommande år.
I historien hade Nicke genom ett testamente fått i uppdrag att föra hem ett sällsynt djur. Detta skänkte han först till en djurpark, men efter att djurparken lagts ner blev Marsupilami Spirous och Nickes sällskapsdjur. De försökte utan framgång föra honom tillbaka till den palombianska djungeln.
Marsupilami kom därefter att under en följd av album ingå i seriens fasta rollkabinett, som en komplettering till ekorren Spip. Fram till dess att Franquin 1968 lämnade serien Spirou syntes det långsvansade kraftpaketet i sammanlagt 16 album. Därefter försvann figuren ur serien, eftersom det var Franquin som själv ägde rättigheterna till figuren.

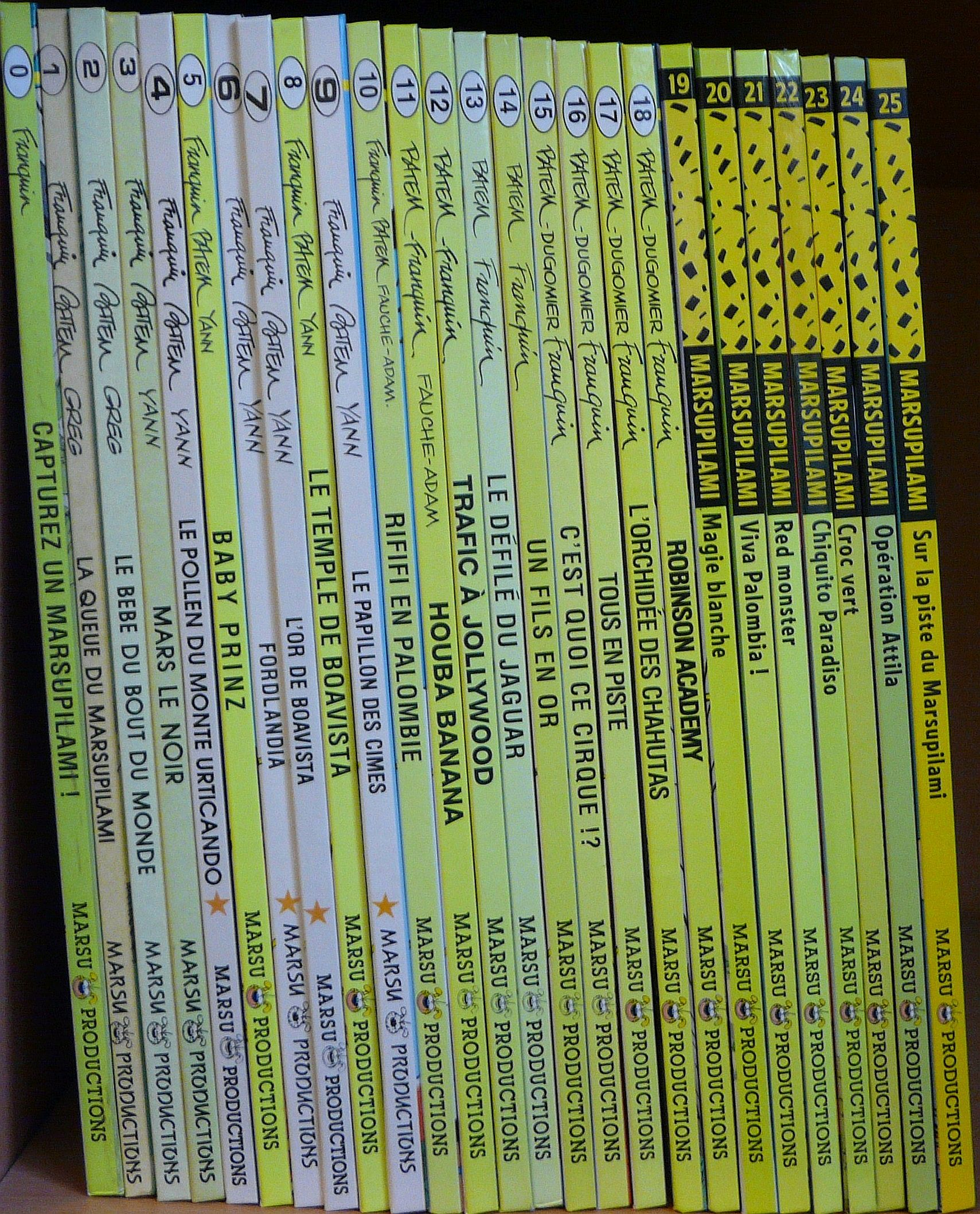
De första 25 albumen i den franskspråkiga utgåvan av albumserien.

Två årtionden senare, år 1987, fick Marsupilami en egen albumserie. Vid lanseringen överlät Franquin tecknandet till landsmannen Batem och huvudansvaret för manusarbetet till Greg. Från och med album #3 övertog Yann manusansvaret, och senare har i tur och ordning Xavier Fauche/Adam (10–11), Batem själv (12), Kaminka/Marais (13), Bourcgardez/Saive (14), Dugomier (15–18) och Colman (från #19) skrivit historierna.
2002 utgavs postumt (Franquin avled 1997) albumet Capturez un Marsupilami!, innehållande tidigare Marsupilami-serier författade och tecknade av André Franquin själv. Titelserien var dock bara på fyra sidor och tecknad 1981 för serietidningen Spirou. Albumet, som på franska numrerades som #0, finns ännu inte översatt till svenska; det första svenska albumet med motsvarande titel (Jakten på Marsupilami) är en översättning av det första franska albumet – La Queue du Marsupilami ('Marsupilamis svans').
Efter Franquins död ägdes rättigheterna till seriefiguren Marsupilami av Marsu Productions, ett bolag som även återutgett andra tidiga serier som Spirou-utgivaren Dupuis förlorat rättigheterna till. 2013 köpte dock Dupuis upp Marsu Productions. Detta innebar bland annat möjligheten att återigen låta Marsupilami dyka upp i en tecknade serien Spirou. Albumhistoria nummer 55 (med utgivning 2015 eller 2016) planeras inkludera den långsvansade amfibien.

## Den tecknade serien

### Rollfigurer
Här nedan listas de olika återkommande figurerna i albumserien Marsupilami / Marsupilamis äventyr:
Marsupilamier
- Marsupilami (franska: Le marsupilami) – titelfiguren i serien. Hane av arten marsupilami, allätare och särskilt förtjust i piraya och kannibalmyror.[20] Benämns ibland "marsupilamin", särskilt i djungeln där man syftar på djuret och inte seriefiguren. Kallas ofta "Marsu" hans vänner.
- Marsupilamis fru (franska: La marsupilamie) – har samma färgteckning som maken. Däremot är näsan något mindre och ögonfransarna längre. (#0–7 etc)
- Marsu-barnen (Les bébés marsu) – Marsupilamis och hans frus tre barn. Det är två små hanar, varav en helgul utan fläckar (Bibu) och en helsvart (Bobo), samt en gul-och-svartfläckig hona (Bibi).[21] I en alternativ historieskrivning av Flix (2022) benämns tre lagda ägg som Hubb, Hobb och Hubbi.[2] I Marsupilami och kaktuskrisen (svensk översättning 1990) är namnen Vivi, Ville och Vickevire.
- Mars – svartpälsad marsupilami av hankön. Umgås flitigt med en lika svart marsupilami av honkön.
- Biba – liten hona med svart päls och gula prickar. Antyds (bland annat i album 28) vara barn av de två ovanstående.

Människor
- Noak (Noé) – begåvad djurtämjare, ofta iförd clownutstyrsel (#3, 6, 7)
- Bring M. Backalive – självutnämnd världsmästare i storviltsjakt. Han har dock ännu misslyckats med att fånga en marsupilami, trots otaliga försök.[22] (#0, 1, 6)
- Zabaglione – direktör för cirkusen Zabaglione, en mindre vänlig person (#3 m.fl.)
- Bip och Sarah – två barn/ungdomar med europeiskt utseende men okänd bakgrund som bor i den palombianska djungeln (#3–6)
- kapten Precioso Bombonera – skeppare ombord på flodbåten Santa Calamidad, med Jahevehk (även Pedro, i original: Sacristano Tézhébété) som andreman
- Chahuta-indianerna (Les Chahutas) – indianstam, både deras namn och dialekt är lustiga, de har varit huvudjägare men har genom kontakt med civilisationen även lärt sig andra seder, många medlemmar uppträder naivt[23]
- Många av (de vita) människorna bor i eller besöker Tropikolé, "civilisationens sista utpost" belägen vid Rio Soupopoaros strand. Den sistnämnda floden avvattnar hela den palombianska regnskogen.

Övriga djur
I den palombianska djungeln förekommer även jaguarer (hungriga men ofta korttänkta rovdjur), tapirer (lättretade hovdjur), kannibalmyror (ilskna allätare, konsumeras av Marsupilami i stor mängd) och pirayor (ständigt hungriga fiskar, favoritföda för marsupilamier).

### Utgivning[15]
| Nr | Originaltitel                 | Utgivningsår | Författare         | Tecknare       | Svensk utgivning                                      |
| -- | ----------------------------- | ------------ | ------------------ | -------------- | ----------------------------------------------------- |
| 01 | La Queue du Marsupilami       | 1987         | Greg               | Batem/Franquin | Jakten på Marsupilami (Marsupilamis äventyr 1, 1988)  |
| 02 | Le Bébé du bout du monde      | 1988         | Greg               | Batem/Franquin | Marsupilamis hittebarn (M.ä. 2, 1989)                 |
| 03 | Mars le noir                  | 1989         | Yann               | Batem/Franquin | Den svarta Marsupilami (M.ä. 3, 1990)                 |
| 04 | Le Pollen du Monte Urticando  | 1989         | Yann               | Batem/Franquin | Marsupilami och kaktuskrisen (M.ä. 4, 1990)           |
| 05 | Baby Prinz                    | 1990         | Yann               | Batem/Franquin | Den äldste Marsupilami (M.ä. 5, 1991)                 |
| 06 | Fordlandia                    | 1991         | Yann               | Batem/Franquin | Marsupilami och den glömda staden (M.ä. 6, 1992)      |
| 07 | L'Or de Boavista              | 1992         | Yann               | Batem/Franquin | Marsupilami och guldfloden (M.ä. 7, 1992)             |
| 08 | Le Temple de Boavista         | 1993         | Yann               | Batem/Franquin | Marsupilami och tempelmysteriet (M.ä. 8, 1995)        |
| 09 | Le Papillon des cimes         | 1994         | Yann               | Batem/Franquin | Marsupilami och urskogens under (M.ä. 9, 1995)        |
| 10 | Rififi en Palombie            | 1996         | Fauche/Adam        | Batem/Franquin | Djungelns diamanter (M.ä. 10, 1996)                   |
| 11 | Houba banana                  | 1997         | Fauche/Adam        | Batem          |                                                       |
| 12 | Trafic à Jollywood            | 1998         | Batem              | Batem          |                                                       |
| 13 | Le Défilé du jaguar           | 1999         | Kaminka/Marais     | Batem          |                                                       |
| 14 | Un fils en or                 | 2000         | Bourcquardez/Saive | Batem          |                                                       |
| 15 | C'est quoi ce cirque!?        | 2001         | Dugomier           | Batem          |                                                       |
| 00 | Capturez un Marsupilami       | 2002         | Franquin           | Franquin       | Jag Marsupilami (Spirous äventyr 24, 1982)            |
| 16 | Tous en piste                 | 2003         | Dugomier           | Batem          |                                                       |
| 17 | L'Orchidée des Chahutas       | 2004         | Dugomier           | Batem          |                                                       |
| 18 | Robinson Academy              | 2005         | Dugomier           | Batem          |                                                       |
| 19 | Magie blanche                 | 2006         | Colman             | Batem          | Marsupilami (2): Vit magi (Cobolt förlag, 2016)       |
| 20 | Viva Palombia!                | 2007         | Colman             | Batem          | Marsupilami (3): Viva Palombia! (Cobolt förlag, 2017) |
| 21 | Red monster                   | 2008         | Colman             | Batem          |                                                       |
| 22 | Chiquito Paradiso             | 2009         | Colman             | Batem          |                                                       |
| 23 | Croc Vert                     | 2010         | Colman             | Batem          |                                                       |
| 24 | Opération Attila              | 2011         | Colman             | Batem          |                                                       |
| 25 | Sur la piste du Marsupilami   | 2012         | Colman/Chabat      | Batem          |                                                       |
| 26 | Santa Calamidad               | 2012         | Colman             | Batem          |                                                       |
| 27 | Cœur d'étoile                 | 2013         | Colman             | Batem          |                                                       |
| 28 | Biba                          | 2014         | Colman             | Batem          | Marsupilami (1): Biba (Cobolt förlag, 2015)           |
| 29 | Quilzèmhoal                   | 2015         | Colman             | Batem          |                                                       |
| 30 | Palombie secrète              | 2017         | Colman             | Batem          |                                                       |
| 31 | Monsieur Xing Yùn             | 2018         | Colman             | Batem          |                                                       |
| 32 | Bienvenido a Bingo            | 2019         | Colman             | Batem          |                                                       |
| 33 | Supermarsu                    | 2021         | Colman             | Batem          |                                                       |
| -  | L'Encyclopédie du marsipulami | 1991         | Cambier/Verhoest   | Batem/Franquin | Boken om Franquins Marsupilami (1993)                 |
| -  | Das Humboldt-Tier (på tyska)  | 2022         | Flix               | Flix           |                                                       |

Svensk utgivning
På svenska har Marsupilami synts i tio album åren 1988–96, samt 1993 års presentbok Boken om Franquins Marsupilami. Dessutom figurerar den i alla Spirou-album som getts ut i svensk översättning. 2015 återkom serien i svensk översättning hos Cobolt Förlag, som inledde med det då nyutkomna franska album 28 och därefter fortsatte utgivningen från och med originalalbum 19 (på svenska numreat som nummer 2).
Notera att antologin Jag Marsupilami/Capturez un Marsupilami kom ut i Sverige (och övriga Norden) som del i albumserien Spirou och innan det släpptes i Belgien. Dessa serieepisoder publicerades dock i Belgien under drygt 20 års tid, från mitten av 1950-talet till slutet av 1970-talet och framför allt i serietidningen Spirou. Den svenska varianten av albumet är dessutom något kortare än den belgiska; vissa serier från Capturez un Marsupilami återfinns på svenska istället i albumen Spirou och Arvingarna (Spirous äventyr 7) och Det falska ansiktet (Spirous äventyr 11). Det belgiska albumet innehåller också en handfull korta, senare Marsupilami-serier som inte finns utgivna på svenska.
Andra översättningar
Marsupilami finns även i översättning till ett antal andra språk, inklusive engelska, finska, italienska, nederländska, portugisiska, spanska och tyska. I alla dessa språk har man behållit namnet Marsupilami.
I norsk översättning heter djuret dock "Spiralis", och på danska "Spirillen" – båda namn som för tankarna till Spirou. Det kan noteras att varken figuren och serien Spirou fått behålla sitt fransk-belgiska namn på något av dessa språk; på norska heter han/den Sprint och på danska Splint.

### Filmatiseringar
1992–93 kom två animerad TV-serier med Marsupilami, gjorda på licens av amerikanska Disney. Han dök även upp i ett fåtal korta serietidningsavsnitt i amerikanska Disneytidningar.
En spelfilm vid namn Här kommer Marsupilami har också producerats, och hade premiär på bio i Frankrike 4 april 2012.

## Inom kulturen
Det starka och märkliga djungeldjuret har lämnat spår efter sig långt utanför den tecknade serievärlden. Här är några exempel:
- 1968 etablerades den brittiska rockgruppen Marsupilami, baserad i Taunton. Gruppen splittrades 1971, efter två utgivna album, men återstartades 2011 i en ny sättning.[26]
- Marsupilami är den officiella maskoten för teknisk fysik och elektroteknik på Linköpings tekniska högskola. Dessutom är den den officiella maskoten för Arkitekturstuderandesektionen på Chalmers tekniska högskola i Göteborg.[27]
- En bild på Marsupilami dyker upp i Asterix-äventyret Tvekampen längst ned på sidan 38, betitlat "Marsupilamix".[28]
- Den svenska tv- och radioprofilen Sofia Wistam har en tatuering föreställande en marsupilami på höger skuldra.[29]